# Фудбалски савез Финске
Фудбалски савез Финске (фин. Suomen Palloliitto, SPL) је највиша фудбалска организација у Финској основана 1907. године са седиштем у Хелсинкију, која управља фудбалом у Финској. Савез управља другим и трећим рангом финског фудбала, као и мушком и женском фудбалском репрезентацијом Финске. Прву лигу Финске организује посебна организација, док ниже рангове (четврти ранг па надаље) организује 12 окружних организација.